# Regilio Tuur
Regilio Tuur est un boxeur néerlandais né le 12 août 1967 à Paramaribo, Suriname.

## Carrière
Champion d'Europe EBU des poids super-plumes en 1992, il remporte le titre vacant de champion du monde WBO de la catégorie le 24 septembre 1994 après sa victoire aux points contre Eugene Speed. Tuur conserve son titre face à Tony Pep, Pete Taliaferro, Luis Mendoza, Giorgio Campanella, Narciso Valenzuela et Jose Vida Ramos puis le laisse vacant en 1997.

## Référence
1. ↑  (en) Regilio Tuur vs. Eugene Speed (boxrec.com)